# Dedebit FC
El Dedebit Football Club (Amhàric: ደደቢት የእግር ኳስ ክለብ) és un club etíop de futbol de la ciutat d'Addis Abeba.
També disposa d'una secció de futbol femení.

## Palmarès
- Lliga etíop de futbol: [5]
  - 2012-13

- Copa etíop de futbol: [6]
  - 2009-10, 2012-13